# Scotiabank Saddledome

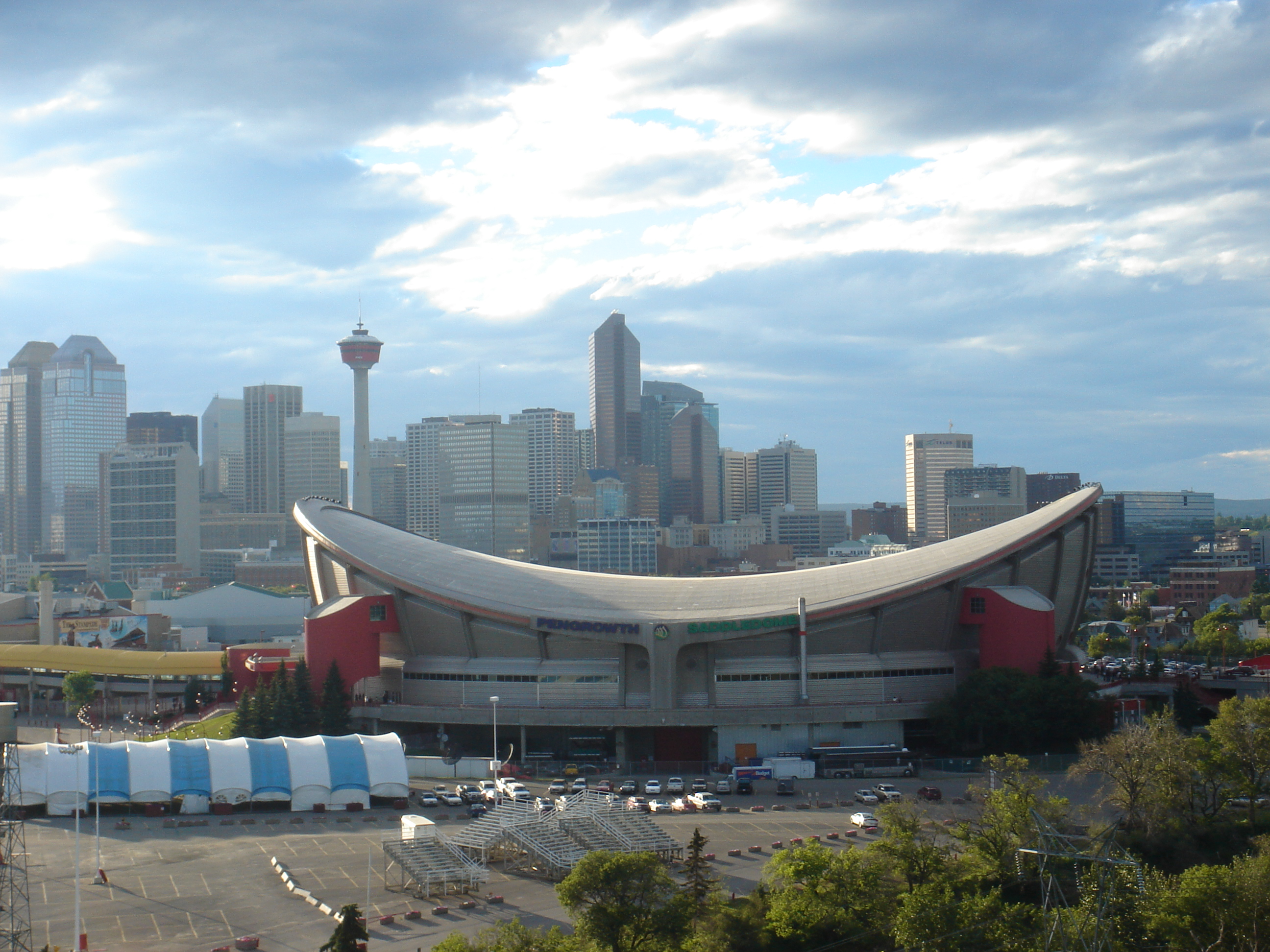
El Pengrowth Saddledome.

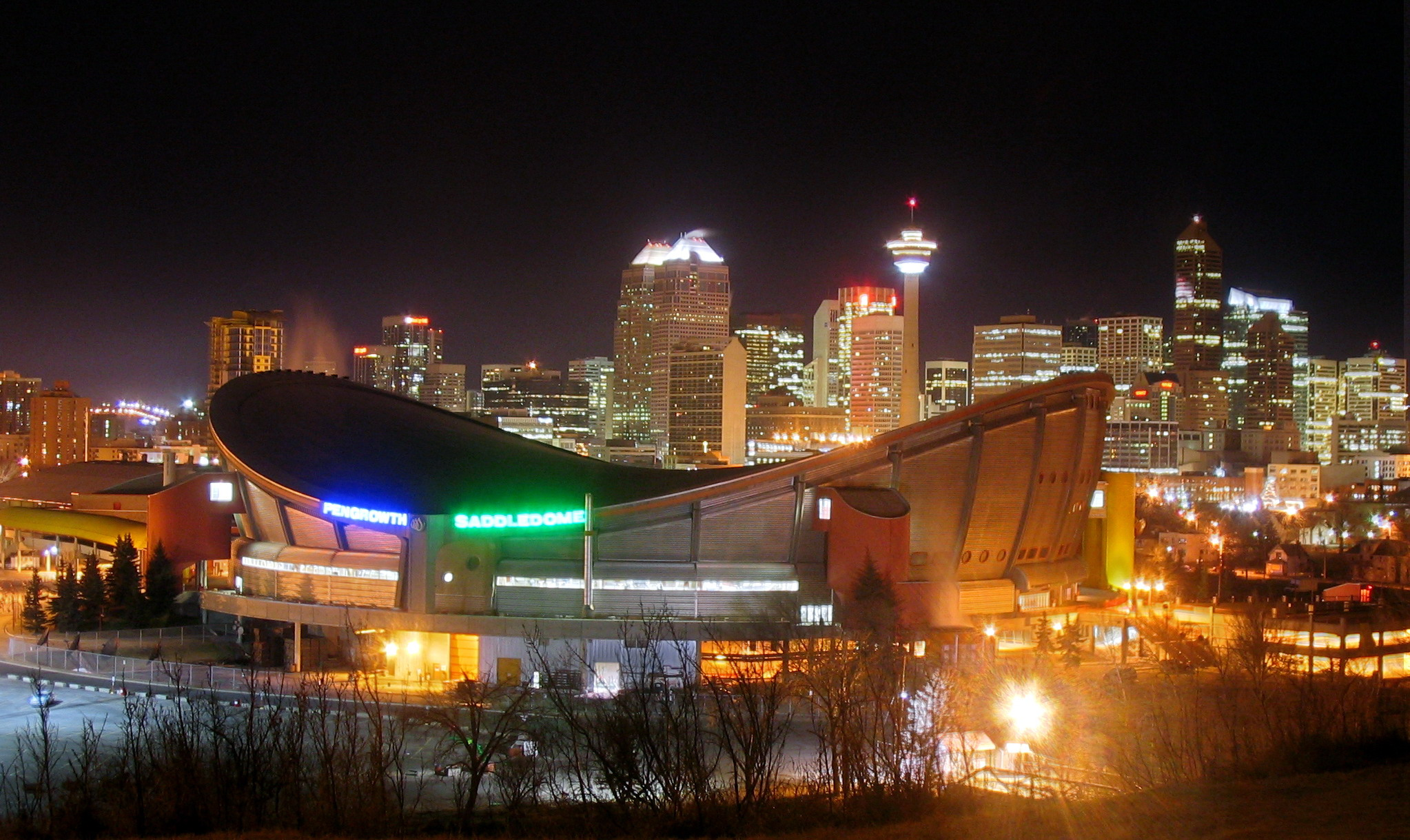
El Pengrowth Saddledome, vista nocturna.

El Scotiabank Saddledome (apodado "The Saddledome" o "The Dome") es un pabellón polideportivo situado en Calgary, Alberta, cerca del Calgary Exhibition and Stampede. Es la casa de los Calgary Flames (NHL), los Calgary Hitmen (WHL) y los Calgary Roughnecks (NLL). Dispone de 17.104 asientos para el hockey sobre hielo. Dependiendo del evento, el aforo máximo puede aumentar hasta los 20.100 espectadores. 

## Historia
El Pengrowth Saddledome fue inaugurado el 15 de octubre de 1983, entonces con la denominación de Olympic Saddledome, puesto que iba a acoger ciertas pruebas de los Juegos Olímpicos de Invierno de 1988. Su coste de construcción fue de 176 millones de dólares canadienses y fue concebido por Graham McCourt Architects. En 2000, Pengrowth Management adquirió los derechos de denominación del pabellón, que hasta entonces era propiedad Canadian Airlines.
El techo en forma de silla de montar ("saddle" en inglés) es un paraboloide hiperbólico invertido. El diseño del tejado fue copiado por el Capital Centre de Landover (Maryland), edificio demolido en 2002.
Los Calgary Flames de la NHL comenzaron a usar el estadio en 1983. En 1995 se instalaron allí los Calgary Hitmen de la WHL, y en 2001 los Calgary Roughnecks de la NLL.

## Eventos
- Juegos Olímpicos de Calgary 1988, 1988.
- WWF In Your House, 1997.
- Campeonato Mundial de Patinaje Artístico sobre Hielo de la ISU 2006.
- Partido de las Estrellas de la NHL 1985.
- Partido de las Estrellas de la NLL 2005.
- Campeonato Canadiense Masculino de Curling 1997, 2002 y 2009.
- Artrave: The Artpop Ball Tour- Lady Gaga 25 de mayo de 2014.
- Demi World Tour- Demi Lovato 5 de octubre de 2014
- Ed Sheeran X Tour 17 de junio de 2015.
- Nicki Minaj The Pinkprint Tour 18 de agosto de 2015
- Hopeless Fountain Kingdom World Tour - Halsey 14 de noviembre de 2017